# اوسی‌اس (شبکه تلویزیونی)
اورانژ سینما سغی یا او سی اس مجموعه ای از کانال‌های تلویزیونی فرانسوی است که به سریال‌ها و سینما اختصاص دارد. آنها در ماهواره، کابل، آی‌پی تی‌وی و وب تلویزیون (OTT) در دسترس هستند. این شبکه که توسط اپراتور اورانژ اس.ای. در نوامبر ۲۰۰۸ راه اندازی شد، توسط گروه کانال پلاس (که قبلاً از avril 2012 سهامی خاص با مسئولیت محدود است) خریداری شد.

## تاریخچه او سی اس

### ایجاد
در اوایل آوریل ۲۰۰۸، اورانژ اس.ای. ایجاد سری سینمای اورانژ اس.ای. را اعلام کرد، بسته‌ای متشکل از شش کانال تلویزیونی پولی که انحصاری برای مشتریان این اپراتور است. به همین مناسبت، اورانژ اس.ای. اعلام می‌کند که قراردادهای چند ساله ای را با برادران وارنر امضا کرده‌است. تلویزیون بین‌المللی، اچ بی او، فیدلیتی فیلمز و گاومونت.
مجموعه سینمایی اورانژ در ۱۳ نوامبر ۲۰۰۸ راه اندازی شد. این دسته گل در نهایت دارای پنج کانال (اورانژ اس.ای. سی‌نه Max، اورانژ اس.ای. سی‌نه Happy، اورانژ اس.ای. سی‌نه Choc، اورانژ اس.ای. سی‌نه Novo، اورانژ اس.ای. سی‌نه Géants) است که یکی از آنها با کیفیت بالا است. همه برنامه‌های پخش شده به مدت ۳۰ روز پس از اولین پخش زنده آنها در صورت تقاضا در دسترس هستند. این پیشنهاد ادعا می‌کند که اولین سرویس چند صفحه ای (تلویزیون، رایانه شخصی و موبایل) است که به سینما و سریال اختصاص داده شده‌است و بیش از ۱۰۰٬۰۰۰ abonnés در پایان سال ۲۰۰۹ هدف قرار داده‌است.
در فوریه ۲۰۰۹، گروه‌های کانال پلاس و SFR (هر دو زیرمجموعه ویوندی) شکایتی را علیه اورانژ اس.ای. به سازمان رقابت در پی تعهد به مشتری بودن اپراتور برای دسترسی به بسته سری سینمای اورانژ اس.ای. ارائه کردند.
سری سینمای اورانژ یک سال پس از شروع به ۳۲۴۰۰۰ مشترک می‌بالد.
در ژوئن ۲۰۱۰، مدیر عامل جدید فرانس تلکام، استفان ریچارد، اعلام کرد که اورانژ اس.ای. به عنوان یک ناشر محتوا در نظر گرفته نشده‌است و اکنون به دنبال شرکا برای کانال‌های خود است. بحث با کانال پلاس و News Corp آغاز شده‌است.

### اولین ادغام با کانال پلاس
در سپتامبر ۲۰۱۰، اورانژ اس.ای. اعلام کرد که در حال مذاکره با گروه کانال پلاس برای ادغام اورانژ اس.ای. سی‌نهma Séries و TPS Star است. کارمندان با صندوق‌های سرمایه‌گذاری سوئدی Parsifal و Anglo-Saxon Searchlight برای تصاحب کانال‌های اورانژ اس.ای. سی‌نهma Séries متحد می‌شوند.
در ژانویه ۲۰۱۱، کانال پلاس و اورانژ اس.ای. برنامه خود را برای ایجاد یک سرمایه‌گذاری مشترک، با سهام مساوی اعلام کردند و کانال‌های اورانژ اس.ای. سی‌نهma Séries و TPS Star خود را گرد هم می‌آورد. دومی با اورانژ اس.ای. سی‌نه Max ادغام می‌شود تا اورانژ اس.ای. سی‌نه Star به دنیا بیاید. چهار کانال دیگر در بسته بدون تغییر باقی خواهند ماند.
به منظور اجتناب از هرگونه مشکل ضدرقابتی، ادغام پیشنهادی اورانژ اس.ای. سی‌نه Max/TPS Star لغو شد و کانال پلاس با تصاحب یک سوم سرمایه سری اورانژ اس.ای. سی‌نهma در ژوئیه ۲۰۱۱ موافقت کرد. از این طریق، دسته گل سیاست توزیع انحصاری خود را با اورانژ اجرا می‌کند. با این حال، Autorité de la Concurrence، کانال پلاس را ملزم به فروش سهام خود در اورانژ اس.ای. سی‌نهma Séries می‌کند تا مجوز ادغام CanalSat و TPS را صادر کند. صندوق سرمایه‌گذاری سوئدی Parsifal و توزیع کننده Wild Bunch مجدداً علاقه خود را برای خرید دسته گل در اوت ۲۰۱۲ ابراز کردند. کانال پلاس در نهایت یک سهامدار در کانال‌ها باقی می‌ماند اما بدون قدرت در مدیریت.

### پیشنهاد تیک آف
در سپتامبر ۲۰۱۲، سری سینمای اورانژ به منظور افزایش توزیع خود در بین اپراتورهای به او سی اس تبدیل شد.
در سال ۲۰۱۳، او سی اس قرارداد توزیع خود را با اچ بی او تا سال ۲۰۱۷ تمدید کرد. این در حال حاضر امکان اضافه شدن فصل‌های قدیمی سریال اچ بی او در جریان را فراهم می‌کند. به همین مناسبت، او سی اس پلتفرم او سی اس Go خود را راه‌اندازی می‌کند و کانال او سی اس Novo خود را پایان می‌دهد و او سی اس City را به برنامه‌های اچ بی او اختصاص می‌دهد. او سی اس همچنین ایجاد برچسب او سی اس Signature را برای سری اصلی خود (QI، شرکت تنبل، در آمریکا) اعلام می‌کند.
به لطف افتتاح توزیع آن در کانال‌ست, اس‌اف‌آر و نامریکیبل, او سی اس از ۴۰۰۰۰۰ مشترک در آوریل ۲۰۱۲ به ۱٫۶ میلیون در پایان ژوئیه ۲۰۱۳ رسید. هدف این دسته گل برای رسیدن به تعادل مالی ۳ میلیون مشترک در سال ۲۰۱۵ است. او اعلام کرد که در آوریل ۲۰۱۴ از مرز ۲ میلیون مشترک عبور کرده‌است.
در مارس ۲۰۱۵، او سی اس قراردادی چند ساله با تلویزیون سونی پیکچرز برای اولین پخش انحصاری فیلم‌های جدیدش و همچنین خرید چندین سریال (شفاف، موتزارت در جنگل، قدرت‌ها) امضا کرد.
او سی اس به منظور افزایش مخاطبان خود، توزیع مستقیم (OTT) را از طریق پلتفرم خود در نوامبر ۲۰۱۶ راه اندازی کرد.
در سال ۲۰۱۷، او سی اس برنده انحصار کاتالوگ اچ بی او تا سال ۲۰۲۲ شد و به دومین پنجره پخش در کانال‌های رقیب پایان داد. یک قرارداد انحصاری چند ساله نیز با UGC Images برای فیلم‌های پخش اول توزیع‌کننده منعقد شده‌است.
یک پروژه ادغام جدید در ماه می ۲۰۱۸ بین کانال‌های او سی اس و Altice Studio (دارای توافقات انحصاری با NBCUniversal، Paramount و Discovery) ذکر شده‌است. یک سال بعد اعلام شد که مذاکرات به دلیل عدم توافق بر سر قیمت شکست خورده‌است.
در ژانویه ۲۰۱۹، او سی اس یک برچسب جدید او سی اس Originals را برای آثار اصلی طولانی‌تر و با بودجه بیشتر (Le Nom de la rose , Devils , Sentinelles) افتتاح کرد. برچسب او سی اس Signature به موازات تولید فیلم‌های اصلی (L'Invitation , Deep Fear , Pilote) باز می‌شود.
او سی اس در ژانویه ۲۰۲۰ به ۳٫۱ میلیون مشترک می‌رسد.

### تصاحب توسط کانال پلاس
با اعلام ناپدید شدن برنامه‌های اچ بی او در او سی اس (وارنر مدیا، شرکت مادر اچ بی او، که مایل به راه اندازی پلت فرم خود در فرانسه است)، اورانژ اس.ای. به دنبال یک سهامدار جدید برای او سی اس از avril 2021 است. مدل او نیز زیر سؤال می‌رود.
در février 2022، فروش کلی او سی اس توسط اورانژ اس.ای. اعلام شد. کانال پلاس، برادران وارنر دیسکاوری. دیسکاوری (WarnerMedia سابق)، بی‌اسکای‌بی و Mediawan علاقه‌مند به تصاحب احتمالی دسته گل هستند.
از 1 ژانویه ۲۰۲۳، او سی اس تمام تولیدات اچ بی او قدیمی تر از دو سال را از دست می‌دهد. در نتیجه، زنجیره‌های او سی اس City و او سی اس Choc با هم ادغام می‌شوند و تبدیل به او سی اس پلاس می‌شوند.
در 9 janvier 2023، گروه کانال پلاس اعلام کرد که تفاهم نامه ای با اورانژ اس.ای. به منظور دستیابی به سهام این اپراتور در او سی اس و اورانژ اس.ای. Studio امضا کرده‌است. پس از تأیید توسط Autorité de la concurrence، گروه کانال پلاس تنها سهامدار دو شرکت خواهد بود. طبق گفته Les Échos، او سی اس از زمان راه اندازی خود بین ۴۰۰ تا ۵۰۰ میلیون یورو زیان انباشته کرده‌است. گفته می‌شود که اورانژ اس.ای. متعهد شده‌است که زیان‌های آتی او سی اس را با پرداخت حداقل‌های تضمین شده به گروه کانال پلاس طی سه تا چهار سال متقبل شود.

## لیست کانال

### کانال‌های فعلی
| زنجیر                           | توضیحات و برنامه‌نویسی |
| ------------------------------- | --- |
|                                 | او سی اس Max کانال اصلی دسته گل است. در ۱۳ نوامبر ۲۰۰۸ با نام اورانژ اس.ای. سی‌نه Max راه اندازی شد و تولیدات خانوادگی بزرگ و سریال‌های فرانسوی تولید شده توسط او سی اس را ارائه می‌دهد. تنها کانال با کیفیت بالا در زمان راه‌اندازی این بسته، برنامه‌نویسی او سی اس Happy را در زمان بسته شدن آن در سال ۲۰۱۳ جذب کرد. ادغام بین اورانژ اس.ای. سی‌نه Max و TPS Star دو سال قبل اعلام شده بود اما در نهایت انجام نشد.                                                                                                |
| وسط\|100x100پیکسل               | او سی اس پلاس که از ادغام او سی اس City و او سی اس Choc متولد شد، در ۱۲ ژانویه ۲۰۲۳ راه اندازی شد. برنامه‌های آن به سمت مخاطبان بزرگسال تر (اکشن، ترسناک، هیجان انگیز، و غیره) با سینمای مستقل است. همچنین فیلم‌های وابسته به عشق شهوانی و پورنوگرافی مانند او سی اس Max را ارائه می‌دهد. |
|                                 | او سی اس Géants که در ۱۳ نوامبر ۲۰۰۸ با نام اورانژ اس.ای. سی‌نه Géants راه اندازی شد، کانال بسته‌ای است که به سینمای میراث و فیلم‌های فرقه اختصاص داده شده‌است. در ابتدا در قالب ۴/۳ ارائه شد، در نوامبر ۲۰۱۲ به ۱۶/۹ منتقل شد و سپس در سال بعد به کیفیت بالا منتقل شد. |
| وسط\|100x100پیکسل بر اساس تقاضا | او سی اس همچنین دارای یک پلت فرم خطی شده‌است که محتوای خود را بر اساس تقاضا ارائه می‌دهد. از زمان راه اندازی آن در سال ۲۰۰۸، مشترکین می‌توانستند برنامه‌ها را از طریق وب سایت اورانژ اس.ای.cinemaseries.fr تماشا کنند. یک برنامه اندروید در سال ۲۰۱۱ و سپس iOS در سال بعد راه اندازی شد. این پلتفرم در سپتامبر ۲۰۱۳ به او سی اس Go تغییر نام داد و با برنامه‌های قدیمی اچ بی او غنی شد. از سال ۲۰۱۶، او سی اس Go اجازه دسترسی مستقیم به پیشنهاد بدون اپراتور را می‌دهد. در طول سال ۲۰۱۹، برند او سی اس Go متوقف شد. |

### شبکه قدیمی
| زنجیر             | توضیحات و برنامه‌نویسی |
| ----------------- | --- |
| وسط\|100x100پیکسل | او سی اس Happy که در ۱۳ نوامبر ۲۰۰۸ با نام اورانژ اس.ای. سی‌نه Happy راه اندازی شد، کانال خانوادگی این دسته گل بود. ترکیب آن شامل کارتون‌ها، کمدی‌های کمدی، فیلم‌های انیمیشن، فیلم‌های نوجوانان و کمدی‌های عاشقانه بود. او در ۱۰ اکتبر ۲۰۱۳ ناپدید شد و برنامه‌های او او سی اس Max را یکپارچه کردند.                                          |
| وسط\|100x100پیکسل | او سی اس Novo که در ۱۳ نوامبر ۲۰۰۸ با نام اورانژ اس.ای. سی‌نه Novo راه اندازی شد، کانالی برای سینمای مستقل، هم میراث و هم اخیر بود. همچنین سریال‌های اچ بی او (The Sopranos , The Strange Caravan , Six Feet Under، و غیره) را ارائه کرد. این کانال در ۱۰ اکتبر ۲۰۱۳ متوقف می‌شود و او سی اس City بخشی از برنامه‌های خود را بازیابی می‌کند. |
|                   | زیرنویس شده " نسل اچ بی او او سی اس City در ۱۰ اکتبر ۲۰۱۳ پس از تمدید قرارداد پخش با اچ بی او راه اندازی شد. برنامه‌های آن به برنامه‌های شبکه آمریکایی اختصاص دارد، به ویژه بیست و چهار ساعت پس از پخش آنها در سراسر اقیانوس اطلس در نسخه اصلی با زیرنویس. پس از انقضای قرارداد در پایان سال ۲۰۲۲، زنجیره در ۱۲ ژانویه ۲۰۲۳ متوقف می‌شود. |
|                   | او سی اس Choc که در ۱۳ نوامبر ۲۰۰۸ با نام اورانژ اس.ای. سی‌نه Choc راه اندازی شد، مخاطبان بزرگسال را با برنامه ای از فیلم‌های ترسناک، علمی تخیلی، فانتزی و هیجان انگیز هدف قرار داد. همچنین سریال‌های پخش اول را ارائه کرد. این کانال در ۱۲ ژانویه ۲۰۲۳ متوقف می‌شود و موضوع آن به او سی اس پلاس می‌پیوندد.                                 |

## برنامه‌ها

### برنامه‌های تلویزیونی
او سی اس با اچ بی او و سونی پیکچرز تله‌ویژن برای پخش انحصاری سریال‌های تولید شده توسط این رسانه‌ها و همچنین با تهیه‌کنندگان دیگر مانند مترو گلدوین مایر برای سریال The Handmaid's Tale که در ایالات متحده در هولو، ترنر برادکستینگ سیستم (Turner Broadcasting System International)، ای‌ام‌سی (شبکه تلویزیونی) پخش می‌شود، توافقاتی دارد. برای The Walking Dead و استارز. او سی اس در مارس ۲۰۱۷ اعلام کرد که چهار سال دیگر قرارداد چارچوبی را تمدید کرده‌است که آن را به اچ بی او متصل می‌کند و بنابراین به مشترکان انحصار تمام محصولات جدید آینده و همچنین ادامه سریال‌هایی که قبلاً در این کانال‌ها پخش شده‌است، ارائه می‌دهد.
قرارداد پیوند او سی اس به اچ بی او در 31 décembre 2022 منقضی شد و باعث ناپدید شدن بسیاری از سریال‌های کاتالوگ متعلق به اچ بی او شد. برخی از سریال‌های جدیدتر هنوز به‌طور کامل یا جزئی (فقط با آخرین فصل‌ها) وجود دارند.

او سی اس از سال ۲۰۱۱ آثار اصلی تولید می‌کند که با دو برچسب متمایز می‌شوند. مجموعه او سی اس Signature محصولی فرانسوی در قالب ۲۶ دقیقه ای است که بر روی کمدی یا کمدی دراماتیک تمرکز دارد. پنج تا شش عدد از آنها هر سال تولید می‌شود که ۵۰ عدد تأمین می‌شود ٪ با دسته گل
</link> . از سال ۲۰۱۷، او سی اس همچنین با شرکت اورانژ اس.ای. Studio سری اصلی با گستره بین‌المللی، در قالب ۵۲ دقیقه، تحت عنوان او سی اس Originals تولید کرده‌است. [منبع ثانویه مورد نظر]</link> .

### فیلم‌های آمریکایی
او سی اس اولین قرارداد انحصاری را برای حقوق پخش تمام فیلم‌های جدید از استودیوی سرگرمی سونی پیکچرز (کلمبیا پیکچرز، ترایستار پیکچرز، سونی پیکچرز انیمیشن، Screen Gems و سونی پیکچرز کلاسیکس) و همچنین فیلم‌های کاتالوگ خود دارد (توافق چند ساله اعلام شد. ۳ مارس ۲۰۱۵).
اورانژ اس.ای. از طریق توافق با SND (شرکت توزیع گروه M6)، به فیلم‌های استودیوی مینی سامیت انترتینمنت (گرگ و میش، واگرا و غیره) دسترسی دارد.
اورنج همچنین دو قرارداد دیگر را با دیزنی در مورد فیلم‌های مارول امضا می‌کند (که دیزنی آن‌ها را خریداری و در سراسر جهان توزیع می‌کند)، سپس دریم‌ورکس از طریق زیرمجموعه تاچ‌استون پیکچرز توزیع شد. با این حال به نظر می‌رسد این قرارداد پس از پخش ثور به پایان رسیده‌است: دنیای تاریک.
او سی اس همچنین مالک حقوق انحصاری فیلم‌های استودیوی آمریکایی مترو گلدوین مایر (MGM)، صاحب جیمز باند، راکی و تهیه‌کننده سه‌گانه The Hobbit است. به نظر می‌رسد که از سال ۲۰۱۶ این قرارداد تمدید نشده‌است و کانال پلاس ابتدا فیلم بعدی James Bond سپکتر (فیلم ۲۰۱۵) و همچنین Creed را پخش می‌کند.
در مبدأ کانال‌های سری سینمای اورنج، برادران وارنر. قرارداد انحصاری برای تمام فیلم‌های جدید استودیو امضا کرده‌است. ما هری پاتر و شاهزاده دورگه، شوالیه تاریکی برمی‌خیزد یا مجروح و سفر بسیار بد را دیده‌ایم. اما این قرارداد از نوامبر ۲۰۱۳ تمدید نشده‌است. او سی اس همچنان از کاتالوگ خود برای تغذیه کانال‌های خود استفاده می‌کند.
او سی اس در 11 juillet 2017 اعلام کرد که با یوجی‌سی (شرکت) (که به دنبال توافق بین UGC و استودیو اورانژ اس.ای. در مورد توزیع فیلم‌های تئاتری است) منعقد کرده‌است و می‌تواند پنجره‌های اول و دوم انحصاری را به ۲٫۶ میلیون بیننده مشترک ارائه دهد. گاستون لاگافه، بازم با خدا چه کردیم؟ چرچیل …
استودیو TF1 برخی از تولیدات خود را در پنجره‌های اول یا دوم منحصر به او سی اس ارائه می‌دهد که مربوط به فیلم‌های تولید شده در فرانسه یا خریدهای آمریکایی است.
در سطح کاتالوگ فیلم (کاتالوگ برگشت)، کانال‌های اورانژ همچنین از کانال‌های Action Concept، RTL Television، Universal Pictures، Paramount Pictures، DreamWorks Animation، Miramax، 20th Century Fox، Regency Enterprises و StudioCanal، StudioCanal، Pathé، استفاده می‌کنند. و همچنین Gaumont و TF1 Studio.

## انتشار
در اصل، کانال‌های او سی اس فقط در بسته تلویزیونی اورانژ پخش می‌شدند. پس از تغییر استراتژی، این گروه پخش کانال‌ها را به اپراتورهای مختلف ماهواره ای، کابلی و IPTV گسترش داد.
در ۵ آوریل ۲۰۱۲، کانال ست کانال‌های سری سینمای اورانژ را در اختیار گرفت [منبع ثانویه مورد نظر]</link>.
از ۱۶ دسامبر ۲۰۱۴، FRANSAT اشتراکی برای دسته گل او سی اس نیز ارائه کرده‌است.
در 4 juillet 2017، او سی اس به مولوتوف پیوست.
در 18 mars 2020، او سی اس به Prime Video Channels پیوست.